# دانيال إل. بوروز
دانيال إل. بوروز هو شخصية أعمال ورائد أعمال وسمسار عقارات وسياسي أمريكي، ولد في 23 يناير 1908 في كاب تشارليس في الولايات المتحدة، وتوفي في 3 يونيو 1990 في Calvary Hospital (Bronx) ‏ في الولايات المتحدة.